# Martyn Rooney
Martyn Joseph Rooney (Croydon (borough), 3 april 1987) is een Britse sprinter, die gespecialiseerd is in de 400 m. Hij vertegenwoordigde Groot-Brittannië bij verschillende grote internationale wedstrijden, werd tweemaal Europees kampioen in zijn specialiteit en leverde daarnaast aansprekende prestaties op de 4 x 400 m estafette. Hij nam driemaal deel aan de Olympische Spelen en won hierbij eenmaal een bronzen medaille. Deze ontving hij echter pas jaren later. Aanvankelijk was de Britse ploeg op de 4 x 400 m estafette, met Rooney in de gelederen, op de Spelen van 2008 namelijk vierde geworden. In 2017 werd dit resultaat echter alsnog opgewaardeerd naar een derde plaats en dus een bronzen medaille na de diskwalificatie van de Russische ploeg als gevolg van een geconstateerde dopingovertreding van een van zijn teamleden.

## Biografie

### Via middellange afstand naar 400 m
Martyn Rooney is geboren als kind van Ierse ouders. Hij kwam als middellangeafstandsloper in eerste instantie met name uit op de 800 en de 1500 m en deed hiernaast in de wintermaanden aan veldlopen. Zijn talent op de 400 m werd bij toeval ontdekt, toen hij voor zijn club op deze discipline een aantal maal uitkwam.
Zijn eerste succes boekte hij in 2005, doordat hij bij de AAA-jeugdkampioenschappen onverwachts de 400 m won in 47,3 s. Later dat jaar was hij ook succesvol bij de Europese jeugdkampioenschappen in Kaunas, waarbij hij goud won op ditzelfde onderdeel. Bij de wereldkampioenschappen van 2005 in Helsinki mocht hij Groot-Brittannië vertegenwoordigen op de 4 x 400 m estafette. Met zijn teamgenoten Timothy Benjamin, Robert Tobin en Malachi Davis werd hij vierde in 2.58,82.

### Brits jeugdrecord
Door zijn goede prestaties dwong Rooney een plek af in de selectie van de Gemenebestspelen van 2006, die reeds eind maart in Melbourne plaatsvonden. Hier stelde hij niet teleur. Hij verbeterde zijn persoonlijk record op de 400 m van 45,99 tot 45,69, om vervolgens in de halve finale het Britse jeugdrecord te verbeterden tot 45,35. In de finale werd hij als achttienjarige vijfde in deze grote atletiekwedstrijd. Later dat jaar nam hij deel aan de wereldkampioenschappen voor junioren in Peking, waar hij twee bronzen medailles aan overhield. Eerst werd hij derde op de individuele 400 m in 45,87, om vervolgens als lid van het Britse estafetteteam op de 4 x 400 m een tweede bronzen plak te veroveren. Het jaar erop moest hij bij de WK in Osaka op de 400 m genoegen nemen met een zesde plaats.

### Olympisch debuut
In 2008 veroverde Rooney zijn eerste nationale titel en doorbrak hij tijdens de London Grand Prix voor het eerst de barrière 45 seconden door 44,83 voor zich te laten noteren. Later dat jaar maakte hij zijn olympisch debuut op de Olympische Spelen van Peking, waar hij uitkwam op de 400 m en de 4 x 400 m estafette. Op de individuele 400 m eindigde hij in de finale met 45,12 op een zesde plaats en op het estafettenummer veroverde hij samen met zijn teamgenoten Andrew Steele, Robert Tobin en Michael Bingham de vierde plaats in 2.58,81. Het als derde gefinishte team van Rusland werd in 2017 echter gediskwalificeerd, nadat bij hertests van bewaarde monsters een van diens teamleden positief was bevonden op dopinggebruik. Hierdoor kregen Rooney en zijn Britse teamgenoten, negen jaar na afloop van de Spelen, achter de Verenigde Staten en het als tweede gefinishte team van Bahama's alsnog de bronzen medaille in de schoot geworpen.
Een jaar later won hij op de WK in Berlijn met zijn teamgenoten Conrad Williams, Michael Bingham en Robert Tobin een zilveren medaille op de 4 x 400 m estafette. Met een tijd van 3.00,53 eindigde het viertal achter de Verenigde Staten en voor Australië. Individueel kwam hij ook uit op de 400 m, maar sneuvelde hij in de halve finale met 45,98.

### Brons en zilver op EK 2010
Op de Europese kampioenschappen van 2010 in Barcelona had Rooney zich in de halve finale van de 400 m via een derde plaats in 45,00 gekwalificeerd voor de finale, achter de Belg Jonathan Borlée (44,71) en de Fransman Leslie Djhone (44,87). Die snelle race, de snelste van de drie, brak hen in de finale op. Hierin wist de tweelingbroer van Jonathan Borlée, Kevin, zich middels een laatste krachtsinspanning in 45,08 nog net als eerste door het finishlint te werpen en werd Rooney in dezelfde tijd als zijn landgenoot Michael Bingham (45,23) derde. Djhone en Jonathan Borlée eindigden als respectievelijk zesde en zevende zelfs ver buiten de medailles. Met de Britse aflossingsploeg moest Rooney op de 4 x 400 m estafette alleen het Russische viertal laten voorgaan. Het Britse viertal bestond, naast Rooney, uit Conrad Williams, Robert Tobin en Michael Bingham.

### Teleurstelling op Spelen in Londen
In 2011 beleefde Rooney een teleurstellend jaar. Wel werd hij voor de derde maal Brits kampioen op de 400 m, maar op de WK in Deagu lag hij er al in de halve finale van de 400 m uit. Dat was op zich niet anders dan twee jaar eerder in Berlijn, maar toen hield hij er op de 4 x 400 m estafette ten minste nog een zilveren medaille aan over. Ditmaal bleef hij met de Britse estafetteploeg echter ver van het podium verwijderd; het Britse viertal eindigde op een roemloze zevende plaats.
In 2012 begon Rooney het jaar goed, want reeds in april kwam hij bij wedstrijden in het Californische Walnut tot 44,92, zijn snelste tijd sinds 2008. Hij wist deze vorm echter niet vast te houden tot de Olympische Spelen in Londen. Opnieuw nam hij er deel aan zowel de individuele 400 m als de 4 x 400 m estafette. Op de 400 m kwam hij met 45,36 door de series, maar strandde hij met 45,31 in de halve finale. Bij de 4 x 400 m estafette reikte hij wel tot de finale, maar kwam daar met een tijd van 2.59,53 op een vierde plaats en dus net buiten het podium terecht.
Op de WK van 2013 in Moskou beperkte Rooney's deelname zich tot de 4 x 400 m estafette. Net als op de Olympische Spelen in Londen slaagde het Britse team, bestaande uit Conrad Williams, Martyn Rooney, Michael Bingham en Nigel Levine, er niet in om eremetaal te veroveren. Ondanks het feit dat Rooney, die van slotloper was opgeschoven naar tweede loper, individueel op 44,50 werd geklokt, bleven de Britten met 3.00,88 op een vierde plaats steken.

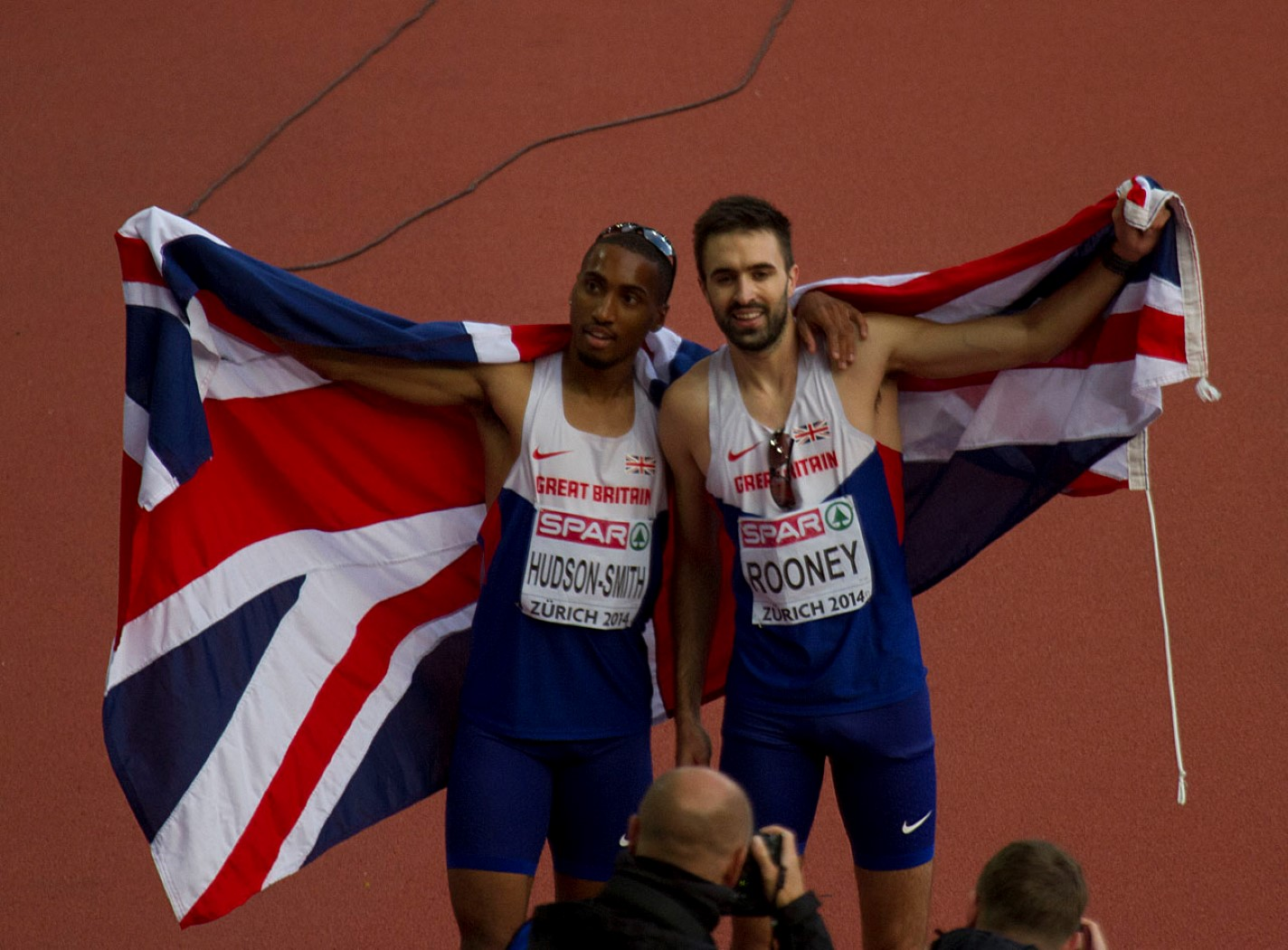
Matthew Hudson-Smith en Martyn Rooney vieren hun gouden en zilveren medaille op de 400 m tijdens de EK van 2014 in Zürich.

### Tweemaal goud op EK 2014
Heel wat beter verging het Rooney in 2014. Nadat hij in eigen land voor de vijfde maal nationaal kampioen was geworden, bereikte hij op de EK in Zürich een hoogtepunt in zijn carrière. Op de individuele 400 m wist hij na een fel duel met zijn landgenoot Matthew Hudson-Smith met een voorsprong van 0,04 seconde in 44,71 de gouden medaille te veroveren. Vervolgens werd dit succes gecompleteerd met een overwinning op de 4 x 400 m estafette. Het Britse viertal, bestaande uit Conrad Williams, Matthew Hudson-Smith, Michael Bingham en met Martyn Rooney weer als slotloper, versloeg op dit onderdeel de concurrentie gedecideerd met 2.58,79. Het team van Rusland werd in 2.59,38 tweede, dat van Polen in 2.59,85 derde.

### Brons op WK 2015
In 2015 nam Rooney opnieuw deel aan de WK, die ditmaal in Peking plaatsvonden. Op de individuele 400 m kwam hij net als bij voorgaande WK's niet door de halve finales heen. Na in veruit de snelste serie te zijn ingedeeld, ging hij met zijn tijd van 44,45 als vierde en eerste tijdsnelste door naar de halve finales. Hierin kon de Brit zijn eerdere niveau niet benaderen en werd met 45,29 zesde. Meer succes had hij vervolgens op de 4 x 400 m estafette. Samen met Rabah Yousif, Delano Williams en Jarryd Dunn wist hij, wederom in de rol van slotloper, in 2.58,51 een bronzen medaille zeker te stellen achter de teams van de Verenigde Staten (goud in 2.57,82) en Trinidad en Tobago (zilver in 2.58,20). Het was de tweede keer in zijn loopbaan dat Rooney een medaille overhield aan een WK-optreden op de 4 x 400 m estafette.

### EK-titel geprolongeerd
Een tweede hoogtepunt in zijn loopbaan beleefde Rooney in 2016. Hoewel hij in eigen land al enkele jaren niet meer de snelste 400 meterloper was, wist hij op de EK in Amsterdam opnieuw toe te slaan. In een spannende finale slaagde hij erin om aan de finish met zijn tijd van 45,29 net voldoende voorsprong over te houden om zich de aanstormende Tsjech Pavel Maslák (zilver in 45,36), de Nederlander Liemarvin Bonevacia (brons in 45,41) en de Belg Kevin Borlée (vierde in 45,60) van het lijf te houden. Rooney werd hiermee na zijn landgenoot Roger Black (kampioen in 1986 en 1990) de eerste die de Europese titel op de 400 m wist te prolongeren.
Dit succes wist de Brit niet door te trekken naar de Olympische Spelen in Rio. Eerst bleef hij op de individuele 400 m opnieuw, net als in 2008, in de halve finales steken. Vervolgens werd het Britse team op de 4 x 400 m estafette met Rooney als slotloper, nadat het in zijn serie als eerste was gefinisht, gediskwalificeerd, omdat het estafettestokje buiten de wisselzone was overgegeven.

### Opnieuw brons op estafette
In 2017 bleef Rooney op de WK in Londen al in de series van de 400 m steken. Zijn optreden op de 4 x 400 m estafette vergoedde vervolgens veel. Want samen met Matthew Hudson-Smith, Rabah Yousif en Dwayne Cowan wist hij 2.59,00 op de klokken te brengen en dat leverde, achter het in 2.58,12 winnende team van Trinidad en Tobago en de als tweede in 2.58,12 finishende Amerikanen, opnieuw een bronzen WK-medaille op.

### Privé
Rooney is aangesloten bij de Croydon Harriers. Hij werd er aanvankelijk bijgestaan door Nick Dakin (trainer), Rone Thompson (fysiotherapeut), Tommy Yule (kracht- en conditietrainer). Sinds 2016 is Graham Hedman zijn coach. Hij traint samen met de Ier David Gillick (tweevoudig Europees indoorkampioen 400 m). Hij studeerde sportwetenschappen aan de Loughborough University en is getrouwd met polsstokhoogspringster Kate Dennison, met wie hij in 2015 een zoon en in 2017 een dochter kreeg.

## Titels
- Europees kampioen 400 m - 2014, 2016
- Europees kampioen 4 x 400 m - 2014
- Brits kampioen 400 m - 2008, 2010, 2011, 2012, 2014
- Europees jeugdkampioen 4 x 400 m - 2005

## Persoonlijke records
| Onderdeel   | Prestatie          | Datum             | Plaats       |
| ----------- | ------------------ | ----------------- | ------------ |
| 60 m (ind.) | 7,12 s             | 21 februari 2009  | Loughborough |
| 200 m       | 21,08 s (+0,7 m/s) | 19 mei 2013       | Loughborough |
| 400 m       | 44,45 s            | 23 augustus 2015  | Peking       |
| 300 m       | 32,72 s            | 11 juni 2016      | Leiden       |
| 600 m       | 1.16,9             | 24 september 2005 | Crawley      |
| 800 m       | 1.50,55            | 7 mei 2005        | Watford      |
| 1500 m      | 4.12,9             | 24 april 2005     | Hoo          |

## Palmares

### 300 m
- 2016:  Gouden Spike - 32,72 s

### 400 m
Kampioenschappen
- 2001:  AAA jeugdkamp. - 47,3 s
- 2005:  EK U20 - 46,56 s
- 2006: 5e Gemenebestspelen - 45,51 s
- 2006:  Britse (AAA-)kamp. - 46,20 s
- 2006:  WK U20 - 45,87 s
- 2007:  Britse kamp. - 45,93 s
- 2007: 4e serie WK - 45,47 s
- 2007: 6e Wereldatletiekfinale - 46,25 s
- 2008:  Europacup
- 2008:  Britse kamp. - 45,31 s
- 2008: 6e OS - 45,12 s (in ½ fin. 44,60 s)
- 2008: 5e Wereldatletiekfinale - 45,82 s
- 2009: 7e in ½ fin. WK - 45,98 s (in serie 45,45 s)
- 2010:  Britse kamp. - 44,99 s
- 2010:  EK - 45,23 s (in ½ fin. 45,00 s)
- 2011:  Britse kamp. - 45,44 s
- 2011: 7e in ½ fin. WK - 46,09 s (in serie 45,30 s)
- 2012:  Britse kamp. - 45,93 s
- 2012: 5e in ½ fin. OS - 45,31 s
- 2014:  Britse kamp. - 45,78 s
- 2014:  EK - 44,71 s
- 2015:  Britse kamp. - 45,88 s
- 2015: 6e in ½ fin. WK - 45,29 s (in serie 44,45 s)
- 2016:  Britse kamp. - 46,01 s
- 2016:  EK - 45,29 s (in ½ fin. 45,04 s)
- 2016: 5e in ½ fin. OS - 45,60
- 2017: 6e in serie WK - 45,75 s

Golden League-podiumplek
- 2008:  Memorial Van Damme – 45,34 s

Diamond League-podiumplekken
- 2010:  British Grand Prix – 45,44 s
- 2013:  Memorial Van Damme – 45,05 s

### 4 x 400 m
- 2005:  EK U20 - 3.06,67
- 2005: 4e WK - 2.58,82
- 2006:  WK U20 - 3.05,49
- 2006: 4e Gemenebestspelen
- 2007: 6e WK - 3.02,94
- 2008:  Europacup
- 2008:  OS - 2.58,81 (na DQ Rusland)
- 2009:  WK - 3.00,53
- 2010:  EK - 3.02,25
- 2011: 7e WK - 3.01,16
- 2012: 4e OS - 2.59,53
- 2013: 4e WK - 3.00,88
- 2014:  EK - 2.58,79
- 2015:  WK - 2.58,51
- 2016: DSQ OS
- 2017:  WK - 2.59,00